# Metagonia blanda
Metagonia blanda is een spinnensoort uit de familie trilspinnen (Pholcidae). De soort komt voor in Guatemala en Honduras. 